# 美國海關總署
美國海關總署[註1]是美國聯邦政府已廢止的海關和執法機構，負責收取進口關稅和其他特定的邊境保安勤務。
2003年3月後，美國海關總署大部份機構為了因應美國國土安全部重組，而與美國移民及歸化局的邊境事務機構進行了整併，組成新的海關及邊境保衛局。